# Lisa Schulte
Lisa Schulte (Ratisbona, Alemania, 13 de diciembre de 2000) es una deportista austríaca que compite en luge en la modalidad individual.
Ganó una medalla de oro en el Campeonato Mundial de Luge de 2024 y una medalla de bronce en el Campeonato Europeo de Luge de 2025. Participó en los Juegos Olímpicos de Pekín 2022, ocupando el sexto lugar en la prueba individual.

## Palmarés internacional
| Campeonato Mundial | Campeonato Mundial    | Campeonato Mundial | Campeonato Mundial |
| Año                | Lugar                 | Medalla            | Prueba             |
| ------------------ | --------------------- | ------------------ | ------------------ |
| 2024               | Altenberg (Alemania)  | Medalla de oro     | Individual         |
| Campeonato Europeo |                       |                    |                    |
| Año                | Lugar                 | Medalla            | Prueba             |
| 2025               | Winterberg (Alemania) | Medalla de bronce  | Individual         |